# James Naish
James William Naish est un homme politique du Parti travailliste britannique qui est député de Rushcliffe depuis 2024, battant la députée conservatrice sortante Ruth Edwards.

## Biographie
Naish est né à Sheffield et grandit dans la ferme familiale à South Wheatley. Il fréquente le lycée Queen Elizabeth à Gainsborough.
Après avoir obtenu son diplôme de l'Université d'Oxford, Naish travaille comme consultant pour la société Fortune 500 Accenture, avant de prendre un congé sabbatique au Tony Blair Institute pour conseiller le Premier ministre albanais Edi Rama.
Il travaille depuis comme directeur de la franchise de vente aux enchères immobilières Open Door Auctions et comme responsable du programme d'engagement des parties prenantes pour Northern Powergrid.
Naish est élu au conseil de district de Bassetlaw en mai 2019, représentant le quartier à prédominance rurale de Sturton et est élu chef du conseil en septembre 2022.
Naish est sélectionné par le Parti travailliste comme candidat parlementaire pour Rushcliffe en février 2024 et est élu en juillet 2024. Il est le premier député travailliste à occuper ce siège depuis 1966.
Naish est le neveu de l'ancien attaché de presse de Tony Blair à Downing Street, Alastair Campbell.